# Rottumerplaat
Rottumerplaat est une île côtière néerlandaise de la mer des Wadden. Elle fait partie des îles de la Frise Occidentale et est rattachée à la commune d'Het Hogeland. elle n'a pas d'habitation permanente.

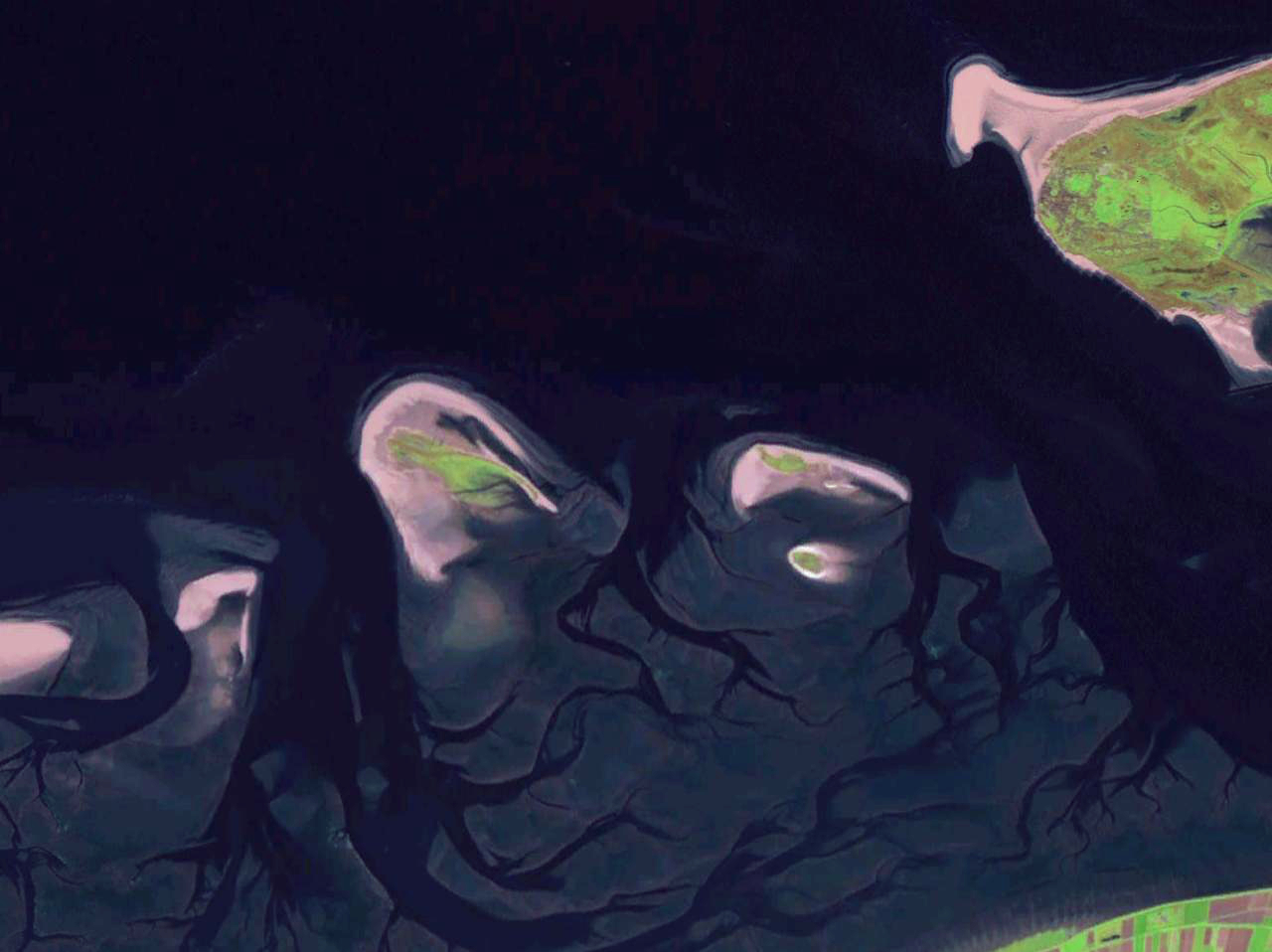
De gauche à droite : La pointe est de Schiermonnikoog, Simonszand, Rottumerplaat, Rottumeroog (nord), Zuiderduintjes (sud) et l'île de Borkum (Allemagne)

Elle est aussi connue sous le nom commun de Rottum avec les deux autres petites îles inhabitées de Rottumeroog et Zuiderduintjes.